# جورجي ألكسندروف
جورجي ألكسندروف هو لاعب كرة قدم بلغاري، ولد في 21 مايو 2001.